# William Shawn
William Shawn (nacido como Chon) (Chicago, 31 de agosto de 1907-Nueva York, 8 de diciembre de 1992) fue un editor de revistas estadounidense que editó The New Yorker entre 1952 y 1987.

## Primeros años y educación
Shawn nació como William Chon el 31 de agosto de 1907 en Chicago, Illinois, hijo de Benjamin T. Chon, un acomodado comerciante de cuchillos y Anna Bransky Chon. Fue el menor de cinco hijos. Sus hermanos mayores fueron Harold (1892-1967), Melba (1894-1964), Nelson (1898-1974), y Myron (1902-1987). Su familia era judía de Europa Oriental no practicante. William abandonó sus estudios en la Universidad de Míchigan luego de dos años (1925-1927) y empezó a trabajar.

## Carrera

### Primeros años
Shawn viajó a Las Vegas (Nuevo México), donde trabajó en el periódico local The Optic. Regresó a Chicago y trabajó como periodista. Alrededor de 1930, cambió la forma de escritura de su apellido a Shawn. En 1932, el y su esposa, Cecille, se mudaron a Nueva York, donde intentó empezar una carrera como compositor.

### EnThe New Yorker
Poco después de su llegada a Nueva York, Cecille consiguió un trabajo de verificadora en la revista The New Yorker, y su esposo empezó a trabajar ahí en 1933. Permaneció en la revista durante 53 años.

#### Como editor asistente
Shawn ascendió a ser editor asistente de The New Yorker y supervisó la cobertura de la revista de la Segunda Guerra Mundial. En 1946, persuadió al editor y fundador de la revista Harold Ross, de publicar la historia de John Hersey sobre el bombardeo de Hiroshima como todo el contenido de un número. Se fue por unos meses poco después para dedicarse a escribir.

#### Como editor
Unas pocas semanas luego de la muerte de Ross en diciembre de 1951, Shawn fue nombrado editor. Su estilo calmado hacía un contraste con las maneras bulliciosas de Ross. Mientras Ross escribía constantemente cartas a sus contribuyentes, Shawn odiaba compartir cualquier cosa, especialmente en papel. Su timidez era legendaria en la oficina (y en Nueva York) así como su claustrofobia y su miedo a los ascensores; muchos de sus colegas afirmaban que Shawn llevaba un hacha en su maletín por si se daba el caso de que se quedara atrapado dentro de uno.
Shawn compraría artículos y no los publicaría por años, si es que los publicaba alguna vez. Los miembros del personal recibían oficinas y salarios incluso si producían poco para la revista; Joseph Mitchell, cuyo trabajo apareció con regularidad durante los años 1950 y principios de los 1960, continuó yendo a su oficina desde 1965 hasta su muerte en 1996 sin jamás haber publicado nada más. Shawn dio a los escritores gran espacio para cubrir sus temas y casi todos ellos (incluyendo a Dwight Macdonald, Hannah Arendt, y el inglés Kenneth Tynan) hablaban con mucho respeto de él. J. D. Salinger lo adoraba y le dedicó Franny and Zooey.

#### Últimos años
Cuando Advance Publications compró la revista en 1985, los nuevos propietarios prometieron que la editorial de la revista no cambiaría de manos hasta que Shawn decida retirarse. Pero las especulaciones sobre quién sería su sucesor fue un tema largamente conversado en el mundo editorial.
Shawn había sido editor por mucho tiempo y las críticas habituales que se le hacían a la revista -que se había vuelto vieja y aburrida— se agudizaban. En retrospectiva, el periodista Joseph Nocera lo describió como «legendario, si acaso sobrevalorado». El presidente de la compañía S.I. Newhouse obligó la salida de Shawn en febrero de 1987, y —luego de haberle dicho a Shawn que honraría su solicitud de nombrar a su asistente Charles McGrath como su sucesor— reemplazó a Shawn con Robert Gottlieb, el editor en jefe de la importante firma editorial Alfred A. Knopf.
El productor ejecutivo de Saturday Night Live Lorne Michaels, un admirador de mucho tiempo, le dio a Shawn una oficina en el Brill Building, y él no tardó en asumir la editorial de Farrar, Straus and Giroux, un puesto honorario que mantuvo hasta su muerte en 1992.

## Premios y reconocimientos
En 1988, Shawn recibió el George Polk Career Award en reconocimiento a los logros en su carrera.

## Vida personal
Shawn se casó con la periodista Cecille Lyon (1906–2005) en 1928, y la pareja tuvo tres hijos: el escritor y actor Wallace Shawn, y los gemelos Allen Shawn y Mary. Mary, quien ha sido eventualmente diagnosticada con autismo, fue enviada lejos de la familia cuando tenía ocho años para asistir a una escuela especial y luego fue internada. Allen se hizo compositor. En el 2007, publicó una memoria, Wish I Could Be There, centrada en sus fobias. En el 2010, publicó otra memoria, Twin, acerca de su niñez y su relación con su hermana.
En 1996, la colega de Shawn durante mucho tiempo Lillian Ross escribió en sus memorias que ella y Shawn tuvieron una relación desde 1950 hasta su muerte con conocimiento de Lyon. Ross señaló que Shawn también participó activamente en la crianza de su hijo adoptado, Erik. La publicación de sus memorias fue controvertida, en parte debido a que Shawn valoraba mucho su privacidad.

## Influencia y legado
En 1998, el autor hindú Ved Mehta, que había trabajado con Shawn en The New Yorker por casi tres décadas, publicó una biografía de Shawn, Remembering Mr. Shawn's New Yorker: The Invisible Art of Editing.

## En la cultura popular
Shawn fue mostrado en la película del 2005 Capote interpretado por Bob Balaban y en la película del 2012 Hannah Arendt interpretado por Nicholas Woodeson.